# Louis Noël (aviateur)
Pour les articles homonymes, voir Louis Noël.
Louis Noël est un aviateur et pilote militaire français, né en 1872 et mort en 1939.
Noël apprit à voler en Grande-Bretagne à l'école du constructeur Avro, à Brookland et a reçu la licence de pilote n° 119 du Royal Aeroclub le 17 août 1911. En juin 1912, il devient instructeur à l'école de pilotage Grahame -White à Hendon, où il donne également des vols d'exhibition et participe à des compétitions aéronautiques. 
Il fut engagé comme pilote de reconnaissance en France en 1914 et mena de nombreuses missions le long du front de l'Est pendant la Première Guerre mondiale, y compris sur le trajet aérien Salonique - Bucarest.
En 1914, il participa au derby aérien au départ de l'aérodrome d'Hendon avec un monoplan Morane-Saulnier équipé d'un moteur Le Rhône (80 ch). Bien qu'il ait terminé le parcours avec le meilleur temps, il a été disqualifié pour avoir manqué l'un des points de contrôle.
En 1917, il sert avec l'escadrille MF 88 à Salonique. Il recevra la Croix de guerre, la Médaille militaire, la Légion d'honneur et la Médaille d'or de l'Aéro-Club de France,.
Noël prononça un discours rappelant une « mission spéciale » qu'il effectua avec le dramaturge français Robert de Flers au dessus de la Roumanie pendant la première guerre mondiale, aux funérailles de de Flers au cimetière du Père-Lachaise (Paris) en 1928.